# Richard F. Kneip
Richard Francis Kneip (7 janvier 1933 - 9 mars 1987) est un diplomate et homme politique américain qui est le 25e gouverneur du Dakota du Sud de 1971 à 1978 et le 6e ambassadeur des États-Unis auprès de la République de Singapour. Il est membre du Parti démocrate et le premier gouverneur catholique du Dakota du Sud.

## Jeunesse et éducation
Kneip est né le 7 janvier 1933 à Tyler, Minnesota, de Berniece et Frank Kneip, qui vivent à Elkton, Dakota du Sud. Il est d'origine luxembourgeoise. Il fréquente l'Université d'État du Dakota du Sud et l'Université St. John's. Il sert dans l'US Air Force et possède ensuite une entreprise de distribution d'équipements laitiers en gros à Salem, dans le Dakota du Sud. Il épouse Nancy Lou Pankey.

## Carrière politique
Il siège à la législature du Dakota du Sud en tant que sénateur d'État de 1965 à 1971.
Lorsque Richard F. Kneip est élu gouverneur du Dakota du Sud en 1970, battant le républicain sortant Frank Farrar (en), il n'est que le quatrième gouverneur du Parti démocrate dans cet État. Connu des électeurs de l'État sous le nom de « Dick », Kneip gagne en popularité grâce à ses campagnes « de peuple à peuple ». Kneip lance de manière mémorable sa campagne pour le poste de gouverneur en 1970 avec des publicités radio demandant « Qu'est-ce qu'un Kneip ? ».
Le premier mandat de Kneip est marqué par d’importants efforts de réforme. Il réussit à réorganiser le gouvernement de l’État en créant un système de cabinet. Kneip est réélu en 1972 et est le dernier gouverneur du Dakota du Sud à exercer un mandat de deux ans. Il exerce deux mandats de deux ans, puis est élu pour un dernier mandat de quatre ans en 1974. Dans l'épisode du 19 novembre 1977 de Saturday Night Live il est l'un des cinq finalistes du concours « Anyone Can Host » de l'émission, remporté par Miskel Spillman.
Au début du deuxième mandat de Kneip en 1973, l'État attire l'attention nationale en raison d'une confrontation entre des militants amérindiens et des agents du gouvernement à Wounded Knee, plus tard connu sous le nom de deuxième incident de Wounded Knee.
Kneip démissionne de son poste de gouverneur le 24 juillet 1978, quelques mois avant l'expiration de son troisième mandat. Il a été choisi par le président Jimmy Carter pour devenir ambassadeur des États-Unis à Singapour.

## Mort et héritage
Kneip tente d'être réélu au poste de gouverneur en 1986, mais il perd de justesse la nomination de son parti lors des primaires du Parti démocrate de l'État face au candidat Lars Herseth en juin.
Bien qu'il ait envisagé une nouvelle tentative de retour à la vie publique, un cancer lui est diagnostiqué au début de 1987. Il est décédé à Sioux Falls, dans le Dakota du Sud, le 9 mars 1987, à l'âge de 54 ans. Il est le dernier démocrate élu au poste de gouverneur du Dakota du Sud.
En 1997, l'autoroute américaine 14 de Brookings à Elkton, est officiellement désignée comme la Richard Kneip Memorial Highway.